# Alfabet gocki

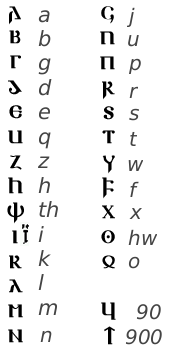
Litery alfabetu gockiego

Alfabet gocki – alfabet stworzony prawdopodobnie w IV wieku n.e. przez biskupa Wulfilę w celu przekładu Biblii na język gocki. Składał się z 27 znaków. Według obecnych hipotez mógł powstać na podstawie alfabetów:
- greckiego (20 znaków)
- łacińskiego (5 znaków)
- runicznego (2 znaki).

Wulfila przełożył na język gocki Stary Testament, pomijając Księgi Królewskie. Fragmenty przekładu zawiera rękopis Srebrna Biblia (obecnie przechowywany w Bibliotece Uniwersytetu w Uppsali).
Alfabetu gockiego nie należy mylić z pismem gotyckim, które jest rodziną krojów pisma dla alfabetu łacińskiego.

## Opracowania
- Braune, Wilhelm. Gotische Grammatik. Halle: Max Niemeyer 1952.
- Cercignani, Fausto, The Elaboration of the Gothic Alphabet and Orthography, in “Indogermanische Forschungen”, 93, 1988, 168-185.
- Dietrich, Franz. Über die Aussprache des Gotischen Wärend der Zeit seines Bestehens. Marburg: N. G. Elwert'sche Universitätsbuchhandlung 1862.
- Otto von Friesen. "Gotische Schrift" in Hoops, J. Reallexikon der germanischen Altertumskunde, Bd. II. 306-310. Strassburg: Karl J. Trübner 1915.
- Haarmann, Harald. Universalgeschichte der Schrift. Frankfurt: Campus 1991.
- Jensen, Hans. Die Schrift in Vergangenheit und Gegenwart. Berlin: Deutscher Verlag der Wissenschaften 1969.
- Adolf Kirchhoff. Das gothische Runenalphabet. Berlin: Wilhelm Hertz 1854.
- Streitberg, Wilhelm. Gotisches Elementarbuch. Heidelberg: Carl Winter 1910.
- Weingärtner, Wilhelm. Die Aussprache des Gotischen zur Zeit Ulfilas. Leipzig: T. O. Weigel 1858.
- Joseph Wright. Grammar of the Gothic Language. Oxford: Oxford University Press 1910.
- Julius Zacher. Das gothische Alphabet Vulvilas und das Runenalphabet. Leipzig: F. A. Brockhaus 1855.